# أوستين ليون
أوستين ليون (بالإنجليزية: Austin Lyon) هو ممثل أمريكي، ولد في 30 يونيو 1989 في الولايات المتحدة.

## أعمال

### أفلام
- (2014) موردكاي[4]
- (2015) طبقة الصوت المثالية 2[5][6]

## وصلات خارجية
- أوستين ليون على موقع IMDb (الإنجليزية)
- أوستين ليون على موقع روتن توميتوز (الإنجليزية)
- أوستين ليون على موقع ألو سيني (الفرنسية)
- أوستين ليون على موقع أول موفي (الإنجليزية)
- أوستين ليون على موقع قاعدة بيانات الأفلام السويدية (السويدية)
- أوستين ليون على موقع قاعدة بيانات الفيلم (الإنجليزية)
- أوستين ليون على موقع كينوبويسك (الروسية)